# Vogtia serrata
Vogtia serrata är en nässeldjursart som först beskrevs av Moser 1925.  Vogtia serrata ingår i släktet Vogtia och familjen Hippopodiidae. Inga underarter finns listade i Catalogue of Life.